# Brian Jolly

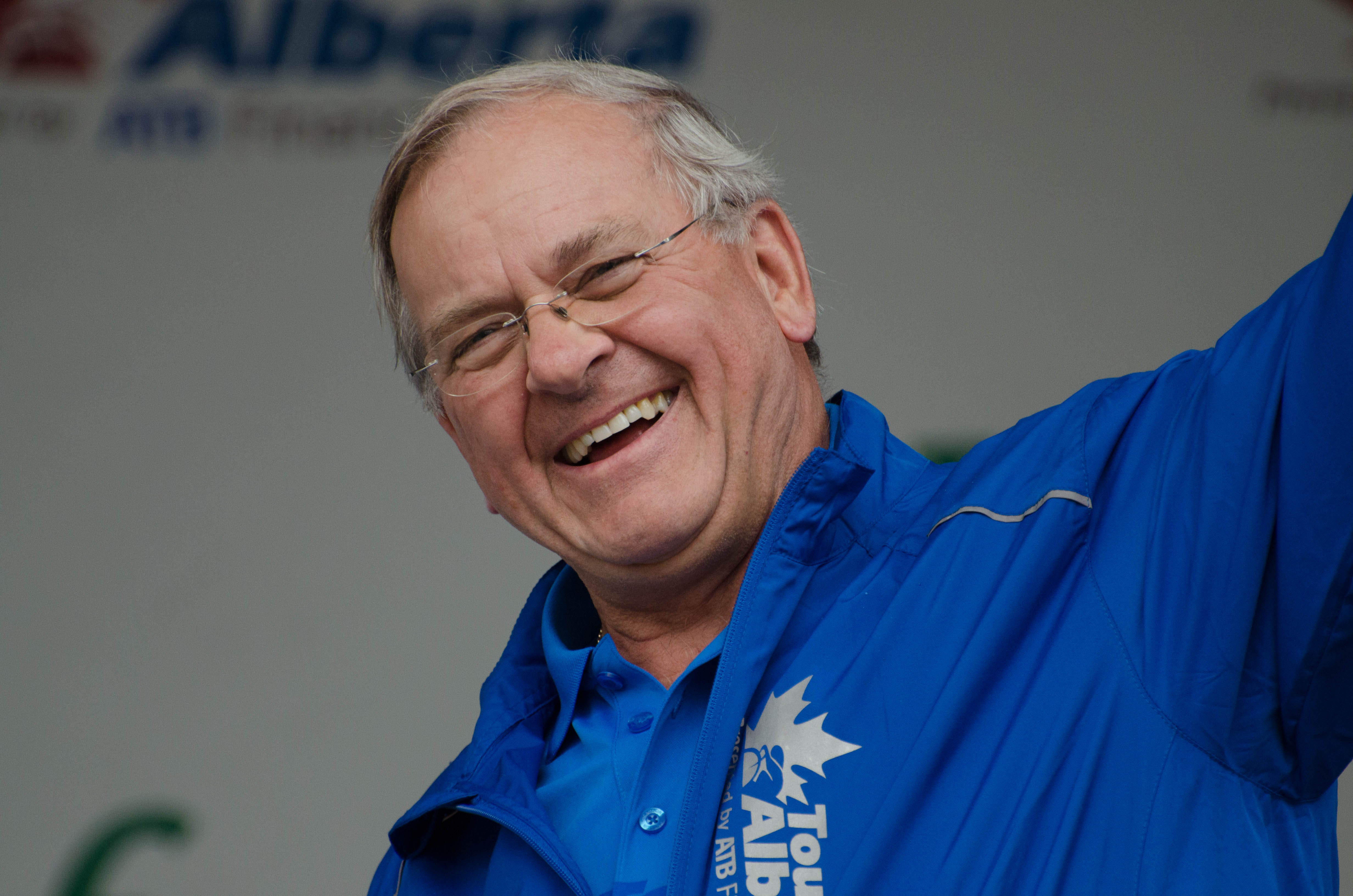
Brian Jolly (2014)

Brian Jolly (* 1. März 1946 in Sheffield) ist ein ehemaliger britischer Radsportler und britischer Meister im Radsport.

## Sportliche Laufbahn
Jolly war im Straßenradsport aktiv. Er trat erstmals international mit dem Gesamtsieg und dem Gewinn des Bergpreises der Irland-Rundfahrt 1965 hervor. 1968 errang er 12 Siege, davon zwei bei Etappen der Marocko-Rundfahrt. Er startete ebenso 1968 bei der Internationalen Friedensfahrt und wurde 55. Der britische Verband nominierte ihn für die Teilnahme an den Olympischen Sommerspielen in Mexiko-Stadt, wo er im Straßenrennen startete und Platz 50 belegte. Er wurde 1969 britischer Meister und gewann die Tour of Scotland mit mehreren Etappensiegen. Beim britischen Milk Race gewann er drei Etappen und wurde 12. des Gesamtklassements. Zum Beginn der Saison hatte er bereits die in Großbritannien sehr populäre Tour of the Peaks gewonnen. 1970 siegte er in der Tour of the Chilterns. Diese Erfolge veranlassten ihn, 1970 eine Lizenz als Berufsfahrer zu lösen, von 1971 bis 1974 fuhr er dann für das bekannte Team TI-Raleigh, das zu dieser Zeit allerdings überwiegend britische Fahrer verpflichtet hatte. Er erzielte in seinem ersten Profijahr neun Siege, darunter wiederum die Tour of the Peaks und er gewann das längste britische Eintagesrennen von London nach York über 351 Kilometer. 1973 konnte er die britische Meisterschaft vor dem Ex-Weltmeister Les West gewinnen.
1975 beendete er seine Karriere als Profi.

## Berufliches
In späteren Jahren war Jolly u. a. als Chef der kanadischen Tour of Alberta und in weiteren Funktionen im kanadischen Radsport aktiv.